# Вальдемар Гірт
Вальдемар Гірт (нім. Waldemar Hirth; 25 грудня 1884, Шанхай — 28 листопада 1963, Мюнхен) — німецький офіцер, контрадмірал запасу крігсмаріне.

## Біографія
Син китаєзнавця Фрідріха Гірта, який в 1870/97 роках працював на китайській морській митниці. 1 квітня 1903 року вступив в кайзерліхмаріне. Учасник Першої світової війни, з 2 січня 1914 року керував військово-морською станцією зв'язку в Гернумі. З жовтня 1914 року командував міноносцем D8, з січня 1915 року — торпедним катером S177. З 24 грудня 1915 року — інструктор на навчальному торпедоносці «Вюртемберг». З серпня 1917 року — референт командування з випробування торпед і, одночасно, командир торпедного катера T14. З грудня 1918 року — референт торпедної інспекції.
Після демобілізації армії залишений в рейхсмаріне. З червня 1919 року служив в морському полку «Кіль». З 16 грудня 1919 року — референт відділу озброєнь Адміралтейства, з 15 вересня 1920 року — командування ВМС. 1 січня 1923 року направлений у Вище технічне училище Берліна для технічних досліджень торпед, 23 березня 1925 року — в інститут випробування торпед. 1 травня 1925 року очолив інститут. Одночасно в лютому 1934 року виконував обов'язки інспектора торпедного і мінного озброєння. 30 червня 1934 року вийшов у відставку.

## Звання
- Морський кадет (1 квітня 1903)
- Фенріх-цур-зее (15 квітня 1904)
- Лейтенант-цур-зее (28 вересня 1906)
- Оберлейтенант-цур-зее (10 листопада 1908)
- Капітан-лейтенант (13 жовтня 1914)
- Корветтен-капітан (1 вересня 1921)
- Фрегаттен-капітан (1 жовтня 1928)
- Капітан-цур-зее (1 квітня 1930)
- Контрадмірал запасу (30 червня 1934)

## Нагороди
- Медаль принца-регента Луїтпольда в бронзі (1911)
- Залізний хрест 2-го і 1-го класу
- Хрест «За вислугу років» (Пруссія)
- Почесний хрест ветерана війни з мечами